# Coux (Ardèche)

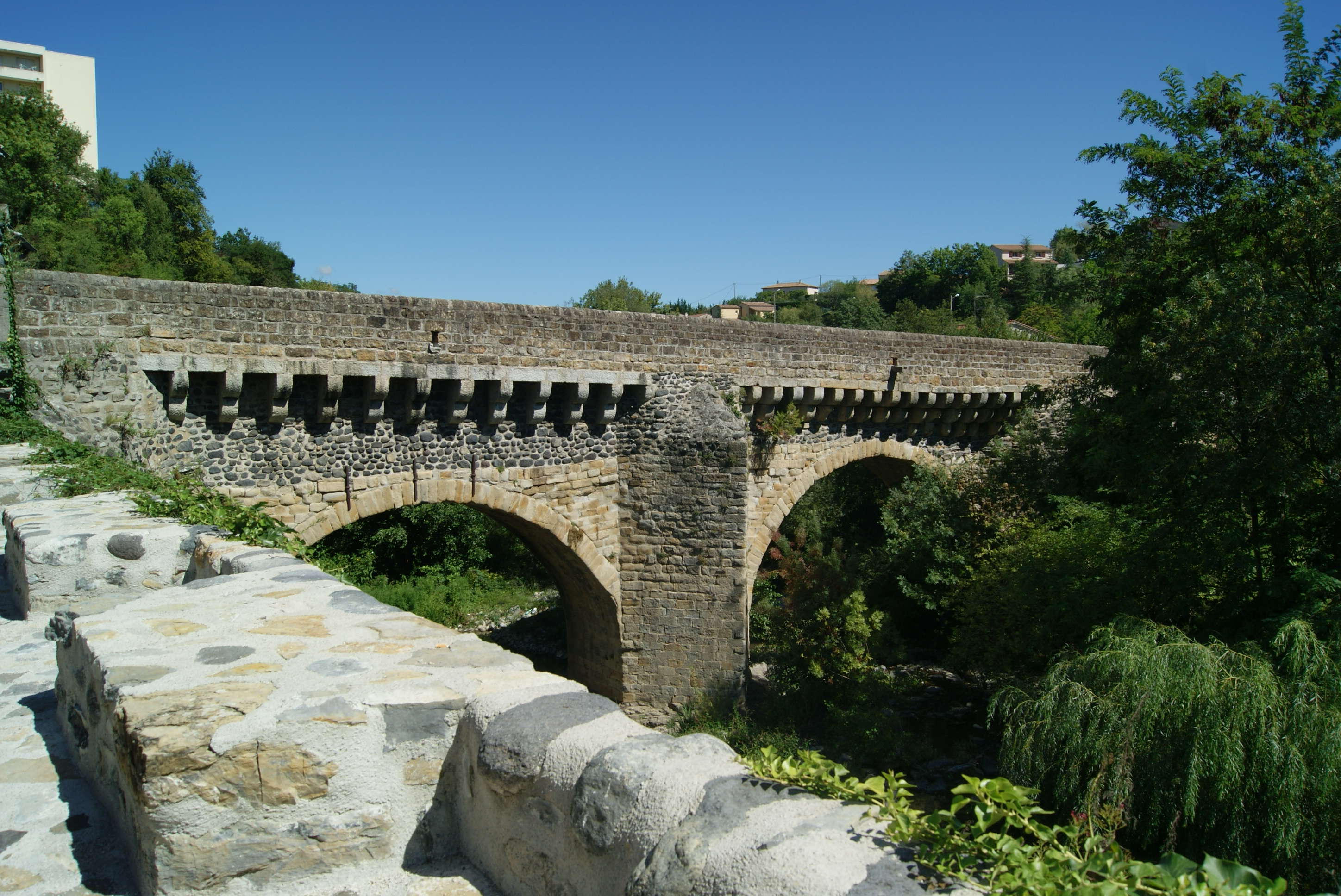
Most Ludwika z XIII w. na rzece Ouvèze (2011)

Coux – miejscowość i gmina we Francji, w regionie Owernia-Rodan-Alpy, w departamencie Ardèche.
Według danych na rok 1990 gminę zamieszkiwało 1501 osób, a gęstość zaludnienia wynosiła 125 osób/km² (wśród 2880 gmin regionu Rodan-Alpy Coux plasuje się na 571. miejscu pod względem liczby ludności, natomiast pod względem powierzchni na miejscu 978.).